# Comuna de Mircze
Mircze (polaco: Gmina Mircze) é uma gminy (comuna) na Polónia, na voivodia de Lublin e no condado de Hrubieszowski.
De acordo com os censos de 2007, a comuna tem 8099 habitantes, com uma densidade 34,7 hab/km².

## Área
Estende-se por uma área de 233,82 km², incluindo:
- área agricola: 81%
- área florestal: 13%

## Demografia
Dados de 30 de Junho 2004:
|                      | Total   | Total | Mulheres | Mulheres | Homens  | Homens |
| -------------------- | ------- | ----- | -------- | -------- | ------- | ------ |
|                      | pessoas | %     | pessoas  | %        | pessoas | %      |
| População            | 7868    | 100   | 3960     | 50,3     | 3908    | 49,7   |
| Densidade (pop./km²) | 33,6    | 100   | 16,9     | 16,9     | 16,7    | 16,7   |

De acordo com dados de 2002, o rendimento médio per capita ascendia a 1131,58 zł.

## Subdivisões
- Ameryka, Andrzejówka, Borsuk, Dąbrowa, Górka-Zabłocie, Kryłów, Kryłów-Kolonia, Łasków, Małków, Małków-Kolonia, Marysin, Miętkie, Miętkie-Kolonia, Mircze, Modryniec, Modryń, Modryń-Kolonia, Mołożów, Mołożów-Kolonia, Prehoryłe, Radostów, Rulikówka, Smoligów, Stara Wieś, Szychowice, Tuczapy, Wereszyn, Wiszniów.

## Comunas vizinhas
- Dołhobyczów, Hrubieszów, Łaszczów, Telatyn, Tyszowce, Comuna de Werbkowice.